# 韋布斯特峰

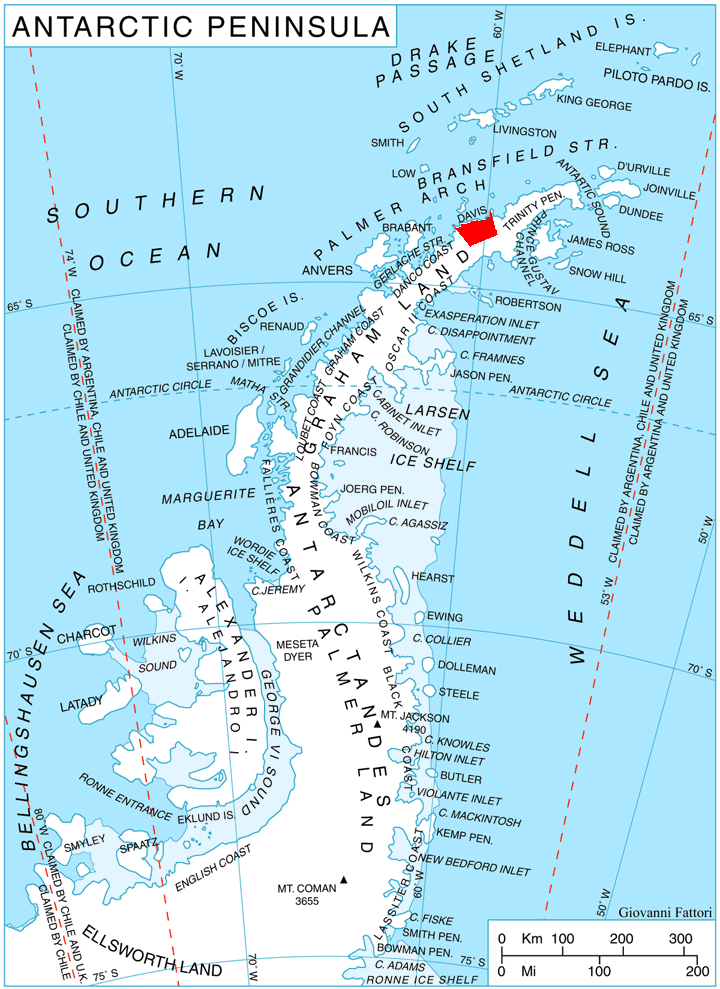

韋布斯特峰是南極洲的山峰，位於葛拉漢地西岸，處於懷克羅冰川以西，海拔高度1,065米，該山峰被英國測量隊繪入地圖，現時由南極條約體系管理。
63°55′S 59°40′W / 63.917°S 59.667°W